# Kunaixir
Kunaixir (del rus Кунашир; en japonès 国後島, Kunashiri-tō; en ainu クナシㇼ o クナシㇽ, Kunasir) és una illa russa de l'arxipèlag de les Kurils. Té una superfície de 1.490 km² i una població de 7.800 habitants (2002). Pertany al grup de les Kurils meridionals. El Japó manté amb Rússia una disputa per aquesta illa, ja que la reclama des de fa temps.
L'illa forma part del raion d'Iujno-Kurilsk, el centre administratiu de la qual és l'assentament de tipus urbà de Iujno-Kurilsk, de l'óblast de Sakhalín.